# Run Girls, World!
『Run Girls, World!』（ランガールズ ワールド！）は、Run Girls, Run!の1枚目のオリジナルアルバム。2020年5月20日にDIVE II entertainmentから発売された。

## 概要
本アルバムは、Run Girls, Run!にとっての初めてのアルバムである。
このアルバムが初収録となる新曲6曲、デビュー曲ではあるがRun Girls, Run!名義のCDには含まれてこなかった「カケル×カケル」、本アルバム発売までにリリースされた全シングルの表題曲7曲、以上の合計14曲が収録されている。
新曲のうち「りんごの木」「Darling Darling」「逆さまのガウディ」は各メンバーにとって初めてのソロ曲、「イルミナージュ・ランド」はテレビアニメ『キラッとプリ☆チャン』の2020年4月からのオープニングテーマ、「水着とスイカ」は"季節曲"と呼ばれるRun Girls, Run!の一連の曲の4作目となる曲、そして、「ランガリング・シンガソング」は本アルバムのリード曲であり、ミュージックビデオが制作された。
新曲6曲の音楽制作、ジャケット制作は木皿陽平が担当している。

## リリース
CD+Blu-ray盤（規格品番はEYCA-12943）とCD only盤（規格品番はEYCA-12944）が発売され、CD+Blu-ray盤にはこれまでに制作されてきたすべてのミュージックビデオと、新作「ランガリング・シンガソング」のミュージックビデオを収録したBlu-rayが付属している。
また、ホビーショップのゲーマーズ限定の商品として、CD+Blu-ray盤やCD only盤に缶バッジやソロブロマイド、「オリジナルトークCD」が附属した「はやまるVer.」「もっちーVer.」「あっちゃんVer.」という3バージョンの「ゲーマーズ限定盤」も発売された。
ゲーマーズ限定盤の「オリジナルトークCD」は当初の予定ではスタジオにて収録予定だったが、新型コロナウイルス感染症の流行によって収録スタジオへの集合が困難となり、各メンバーが自宅にて録音した音声を使ったものになった。

## プロモーション
2020年3月7日に配信されたインターネット番組『Run Girls, Run！の3人4脚自由形ボーナスステージ01』の前半パートにて本アルバムの発売が発表された。
当初の予定では2020年3月7日に『Run Girls, Run! ホワイトデーイベント!!! ～♡Give me♡～』というイベントが開催予定であったが、新型コロナウイルス感染症の流行にともない、開催が自粛（延期）された。このイベントの開催自粛の代替的措置として『Run Girls, Run！の3人4脚自由形』のレギュラー放送とは異なるタイミングで急遽配信されたのが、この生放送番組である。この時には収録曲中13曲のみが発表され、翌日に「イルミナージュ・ランド」の収録が追加発表された。
2020年4月1日にはゲーマーズ限定盤の発売が発表された。
2020年4月20日にはショップ別の特典の絵柄が公開された。
本アルバムの発売記念イベント（リリースイベント）が計画中であると、2020年3月24日の『Run Girls, Run！の3人4脚自由形』第8回にて告知されている。
FMヨコハマにて毎週放送されているRun Girls, Run!の冠ラジオ番組『Share the Night』では2020年4月9日（4月8日深夜）放送の回より、新曲をほぼフルコーラスで順に紹介した。

## ツアー
本アルバムのリリースを受けてのツアー「Run Girls, Run! 3rd Anniversary LIVE TOUR =夢へのバトン=」が2020年7月25日に大阪、8月10日宮城、8月22日に東京で開催されることが予定されている。なお、ツアー開催の発表はアルバムの発表よりは前の2020年2月16日だった。ツアーの開催については、アルバムが発表された日に開催予定だったホワイトデーイベントに先んじて開催された『Run Girls, Run! バレンタインイベント!!! ♡～For you～♡』にて発表された。

## 解説

### りんごの木
林鼓子名義の初のソロ曲。歌詞に「林鼓子」の名前がおり込まれている。
2020年4月15日にショート版の試聴動画が公開され、4月16日には林鼓子がアカペラで一部を歌う動画もTwitterに投稿された。

### Darling Darling
森嶋優花の初のソロ曲。
2020年4月22日にショート版の試聴動画が公開された。

### 水着とスイカ
作詞の只野菜摘と、作曲・編曲の石濱翔 (MONACA)のコンビによって、「サクラジェラート」「秋いろツイード」「スノウ・グライダー」と、Run Girls, Run!の"季節曲"シリーズが作られてきたが、「水着とスイカ」はその4曲目となる。

### 逆さまのガウディ
厚木那奈美の初のソロ曲。
2020年4月29日にショート版の試聴動画が公開された。

### イルミナージュ・ランド
テレビアニメ『キラッとプリ☆チャン』の第3シーズンの最初の主題歌、およびアーケードゲームの『キラッとプリ☆チャン』使用曲。
アルバムの発売が発表された2020年3月7日には「新曲5曲以上」が収録されると発表されたが、その中には本楽曲は含まれていない。その翌日、2020年3月8日の朝の『キラッとプリ☆チャン』第99話の放送直後に、『キラッとプリ☆チャン』の4月からの主題歌となることと共に本アルバムに収録されることが明かされた。
テレビアニメ第3シーズン開始に先行する2020年4月2日からはアーケードゲームの『キラッとプリ☆チャン』に登場した。
そして2020年4月5日のテレビアニメの第103話（シーズン3第1話）から本楽曲がオープニング主題歌として使用され、試聴動画が公開された。

### ランガリング・シンガソング
本アルバムのリード曲。発売に先立ち、2020年4月1日にフルサイズのミュージックビデオ
がYouTubeにて無料公開された。
Run Girls, Run!のミュージックビデオで、発売前にフルバージョンが無料公開されたのは、この曲が初めてである。

## アルバム収録内容
| #         | タイトル                       | 作詞                  | 作曲                 | 編曲                                   | 歌              | 時間  |
| --------- | ------------------------------ | --------------------- | -------------------- | -------------------------------------- | --------------- | ----- |
| 1.        | 「カケル×カケル」              | 只野菜摘              | 神前暁(MONACA)       | 広川恵一 (MONACA)                      | Run Girls, Run! | 4:04  |
| 2.        | 「スライドライド」             | 只野菜摘              | 広川恵一 (MONACA)    | 広川恵一 (MONACA)                      | Run Girls, Run! | 4:36  |
| 3.        | 「りんごの木」                 | 只野菜摘              | 広川恵一 (MONACA)    | 広川恵一 (MONACA)                      | 林鼓子          | 2:53  |
| 4.        | 「キラッとスタート」           | 古屋真                | オオヤギヒロオ       | 陶山隼                                 | Run Girls, Run! | 4:30  |
| 5.        | 「Go! Up! スターダム!」        | 藤林聖子              | 瀬尾祥太郎 (MONACA)  | 広川恵一 (MONACA)、瀬尾祥太郎 (MONACA) | Run Girls, Run! | 3:59  |
| 6.        | 「Break the Blue!!」           | RINA                  | 高瀬一矢             | 高瀬一矢                               | Run Girls, Run! | 3:37  |
| 7.        | 「Darling Darling」            | 高田暁、Soflan Daichi | 高田暁               | 高田暁                                 | 森嶋優花        | 3:53  |
| 8.        | 「never-ending!!」             | 宮崎まゆ (SUPA LOVE)  | 宮崎まゆ (SUPA LOVE) | 賀佐泰洋 (SUPA LOVE)                   | Run Girls, Run! | 4:05  |
| 9.        | 「ダイヤモンドスマイル」       | 古屋真                | 加藤裕介             | 加藤裕介                               | Run Girls, Run! | 4:06  |
| 10.       | 「水着とスイカ」               | 只野菜摘              | 石濱翔 (MONACA)      | 石濱翔 (MONACA)                        | Run Girls, Run! | 4:59  |
| 11.       | 「逆さまのガウディ」           | 只野菜摘              | 広川恵一 (MONACA)    | 広川恵一 (MONACA)                      | 厚木那奈美      | 3:55  |
| 12.       | 「Share the light」            | 只野菜摘              | 田中秀和 (MONACA)    | 田中秀和 (MONACA)                      | Run Girls, Run! | 4:06  |
| 13.       | 「イルミナージュ・ランド」     | 只野菜摘              | 瀬尾祥太郎 (MONACA)  | 瀬尾祥太郎 (MONACA)                    | Run Girls, Run! | 4:38  |
| 14.       | 「ランガリング・シンガソング」 | 只野菜摘              | 廣中トキワ           | 廣中トキワ                             | Run Girls, Run! | 3:48  |
| 合計時間: | 合計時間:                      | 合計時間:             | 合計時間:            | 合計時間:                              | 合計時間:       | 57:09 |

| #  | タイトル                                    | 作詞 | 作曲・編曲 |
| -- | ------------------------------------------- | ---- | ---------- |
| 1. | 「ランガリング・シンガソング」(Music Video) |      |            |
| 2. | 「スライドライド」(Music Video)             |      |            |
| 3. | 「キラッとスタート」(Music Video)           |      |            |
| 4. | 「Go! Up! スターダム!」(Music Video)        |      |            |
| 5. | 「Break the Blue!!」(Music Video)           |      |            |
| 6. | 「ダイヤモンドスマイル」(Music Video)       |      |            |
| 7. | 「Share the light」(Music Video)            |      |            |